# Diadelia parobliquata
Diadelia parobliquata är en skalbaggsart som beskrevs av Stefan von Breuning 1976. Diadelia parobliquata ingår i släktet Diadelia och familjen långhorningar.
Artens utbredningsområde är Madagaskar. Inga underarter finns listade i Catalogue of Life.